# Wanda Mider
Wanda Mider, z domu Brachaczek (ur. 10 lutego 1924 w Cieszynie, zm. 23 stycznia 2020) – polska poetka, pisarka, z zawodu przedszkolanka. Jedna z najbardziej znanych mieszkanek miasta Ustroń.
Była córką Józefa. Od 1945 była żoną Bolesława Midera (1923–2009), wieloletniego kapelmistrza orkiestry zakładowej Kuźni Ustroń; z małżeństwa tego urodziło się troje dzieci: Bronisław, Anna, Bogusław. 

## Publikacje
- 1997 Pod Czantóriom (Ustroń, Galeria Sztuki Współczesnej)[8]
- 1998 Równica (Ustroń, Galeria Sztuki Współczesnej)[8]
- 2003 Na ustóńskóm nutę[9]
- 2009 Ustrońskie Strofy[9]
- 2014 Gwarą cieszyńską pisane, czyli Wspomnienia Wandy Mider (Stowarzyszenie Czytelnia Katolicka im. Jerzego Nowaka przy parafii św. Klemensa w Ustroniu)[8]

## Odznaczenia i wyróżnienia
- 1997 – Medal za Długoletnie Pożycie Małżeńskie[6]
- 2003 – laureatka „Srebrnej Cieszynianki”[10]
- 2004 – Odznaka „Zasłużony Działacz Kultury”[10]
- 2009 – nominacja do tytułu „Osobowość ziem górskich”[11]
- 2013 – honorowe członkostwo stowarzyszenia „Czytelnia Katolicka” za promowanie wartości chrześcijańskich oraz kultywowanie piękna gwary cieszyńskiej w poezji i prozie[5]
- 2014 – Nagroda im. ks. Leopolda Jana Szersznika za szczególne osiągnięcia w dziedzinie kultury, za działalność artystyczną[12]